# Pol Fernández
Guillermo Matías Fernández (Granadero Baigorria, Santa Fé, 11 de outubro de 1991), mais conhecido como Pol Fernández, é um futebolista argentino que joga como meia. Atualmente está no Godoy Cruz.

## Carreira

### Boca Juniors
Pol, como é conhecido, começou a jogar futebol em seu bairro com apenas 4 anos de idade. Chegou ao Boca Juniors com 16 anos de idade. Tem como ídolo Juan Román Riquelme, e gosta muito de Éver Banega. Em 2011, concentrou pela primeira vez com o time principal na partida válida pelo Campeonato Argentino (Apertura) contra o San Lorenzo. Estreou profissionalmente em 2012 na partida válida pelo Campeonato Argentino (Clausura).

### Racing
Em 6 de agosto de 2018, Pol foi contrtado pelo Racing junto ao Godoy Cruz. O Racing pagou $ 2,5 milhão em um contrato de 4 anos e 60 por cento dos direitos econômicos.

### Cruz Azul
Em 13 de junho de 2019, o Cruz Azul oficializou a incorporação de Guillermo Pol Fernández para o Torneio Apertura 2019. Ele assinou contrato de três anos.

### Boca Juniors 3ª passagem
Em 28 de janeiro de 2022, o Boca Juniors adquiriu Pol Fernández em uma negociação de US$ 2.000.000 junto ao Cruz Azul.
Em 2023, Pelo Boca Juniors, Pol atuou na final da  Libertadores de 2023 contra o Fluminense Football Club e mesmo com a derrota por 2—1, o jogador saiu com uma medalha de prata.
Pol Fernández fez o último jogo pelo Boca em 14 de dezembro de 2024, quando enfrentou o Independiente pelo Campeonato Argentino. Ele encerrou a terceira passagem pelo Boca, onde em 2024 ele atuou em 45 jogos e fez um gol.
No total, Pol disputou 190 partidas com a camiseta do Boca, nos quais anotou 9 gols e dio 9 assistências. Ele ganhou 6 títulos locais e chegou às finais da Copa Libertadores (2012 e 2023), mesmo que na primeira vez, não foi parte dos titulares nem suplentes, mas se integrou o plantel.

### Fortaleza
No dia 1 de janeiro de 2025 foi anunciado pelo Fortaleza, o jogador assinou um contrato até 31 de dezembro de 2026.
No dia 7 de Junho de 2025 o contrato de Pol Fernández e do Fortaleza foi rescindido.

## Estatísticas
Até 17 de abril de 2012

### Clubes
| Clube             | Temporada         | Campeonato nacional | Campeonato nacional | Copa nacional[a] | Copa nacional[a] | Competições continentais[b] | Competições continentais[b] | Outros torneios[c] | Outros torneios[c] | Total | Total |
| Clube             | Temporada         | Jogos               | Gols                | Jogos            | Gols             | Jogos                       | Gols                        | Jogos              | Gols               | Jogos | Gols  |
| ----------------- | ----------------- | ------------------- | ------------------- | ---------------- | ---------------- | --------------------------- | --------------------------- | ------------------ | ------------------ | ----- | ----- |
| Boca Juniors      | 2011-12           | 5                   | 0                   | 2                | 0                | 0                           | 0                           | 0                  | 0                  | 7     | 0     |
| Boca Juniors      | 2012-13           | 9                   | 1                   | 0                | 0                | 0                           | 0                           | 1                  | 0                  | 10    | 0     |
| Boca Juniors      | Total             | 14                  | 1                   | 2                | 0                | 0                           | 0                           | 1                  | 0                  | 17    | 1     |
| Total na carreira | Total na carreira | 14                  | 1                   | 2                | 0                | 0                           | 0                           | 1                  | 0                  | 17    | 1     |

- a. ^ Jogos da Copa Argentina
- b. ^ Jogos da Copa Libertadores
- c. ^ Jogos do Jogo amistoso

## Títulos
Boca Juniors
- Campeonato Argentino: 2019–20
- Copa da Argentina: 2019-20
- Copa da Liga Profissional: 2020, 2022

Racing
- Campeonato Argentino: 2018–19

Cruz Azul
- Liga MX Guardianes: 2021
- Campeão dos Campeões: 2021
- Supercopa MX: 2019
- Leagues Cup: 2019